# بازیگر هزاره
بازیگر هزاره (به ژاپنی: 千年女優 Sennen Joyū) (به انگلیسی: Millennium Actress) انیمیشنی ژاپنی به کارگردانی ساتوشی کن و ساخته استودیوی مدهاوس در سال ۲۰۰۱ است. داستان آن دربارهٔ یک مستندساز است که دربارهٔ آثار و زندگی یک زن بازیگر کهنسال ژاپنی برنامه تهیه می‌کند. در طول انیمیشن، واقعیت و فیلم با یکدیگر ترکیب شده‌است. این انیمیشن تاحدودی برپایه زندگی ستسوکو هارا و هیدکو تاکامینه ساخته شده‌است.

## داستان
سال‌ها پیش یک استودیوی فیلمسازی تعطیل شده و حال یک مستندساز (جنیا تاچیبانا) رد ستاره محبوب آن را که سی سال است در انزوا زندگی می‌کند پیدا کرده و می‌خواهد با او مصاحبه کند. تاچیبانا به بازیگر پیر کلیدی می‌دهد که قبلاً متعلق به او بوده و همین باعث می‌شود که او تمام مطالب را بیان کند و در تمام مدت، تاچیبانا و کیوجی ایدا (فیلمبردار) در سخنان او غرق می‌شوند. می‌فهمیم که آن کلید را یک نقاش انقلابی در دوران جوانی به او داده و او با ورود به بازیگری درصدد پیدا کردن او بوده‌است.

## سبک
ساتوشی کن در این فیلم هیچ مرزی بین خاطرات و واقعیت قرار نمی‌دهد و با ترکیب کردن این دو عنصر، بیوگرافی واقع گرایانه ای برای اثر خلق می‌کند. انیمه با رفتن داستان، مدام از زمان حال به زمان گذشته و برگشت آن، روایت می‌شود.

## اقبال عمومی
این انیمیشن بسیار مورد توجه گرم منتقدان قرار گرفت. در راتن تومیتوز نمره ۹۴٪ را بدست آورد. کنت تورن منتقد لس آنجلس تایمز گفته که «بازیگر هزاره برای تصاحب فیلم‌های حاضر در ذهن ناخودآگاه و شخصی ما، به زیبایی به جایی رفته که هیچ فیلمی تاکنون نرفته‌است» کوین ام. ویلیامز از شیکاگو تریبون به انیمیشن ۴ از ۴ ستاره داده و احساساتش را دربارهٔ آن چنین بیان کرده: «قطعه‌ای از هنر سینمایی. انیمیشن جدید ژاپنی و از نوع بهترین پویانمایی آن است و انسان و روحِ هرکسی را که زمانی عمیقاً به کسی عشق می‌ورزیده را لمس خواهد کرد.».

## جوایز
جایزه بزرگ جشنواره آزانس هنرهای رسانه‌ای ژاپن دریافت کرد. جایزه بهترین انیمیشن را از جشنواره فیلم فانتزیا ۲۰۰۱ برد. جایزه ویژه هشتمین جشنواره فیلم کوبه را نیز برده‌است. جایزه اوفوجی نوبورو را از جایزه فیلم ماینیچی ۲۰۰۲ برده‌است. برای چهار زمینه از جمله کارگردانی و نویسندگی نامزد چهار جایزه آنی در سال ۲۰۰۴ بوده‌است.